# 大臺北當代藝術雙年展
大臺北當代藝術雙年展（Greater Taipei Biennial of Contemporary Arts）為國立臺灣藝術大學（National Taiwan University of Arts, 以下簡稱臺藝大）發起的「大臺北藝術節」（Greater Taipei Arts Festival）中，偶數年舉辦之國際性大型視覺藝術展演活動，並配以「大觀表演藝術節」（Da Guan Performing Arts Festival）。大臺北藝術節在奇數年時，則主要舉辦國際性大型「大觀國際表演藝術節」（Da Guan International Performing Arts Festival），加以相較小型的「大臺北當代藝術雙年展系列」（Contemporary Arts Exhbitions），隔年則反之，相互輪換。

大臺北當代藝術雙年展旨在推廣臺藝大與當代藝術的區域加值、國際能量與研究發展，並以文化造市，創造城市中的藝術花園。21 世紀的教育著重全人化的栽培，臺藝大有章藝術博物館以此為重要使命，不僅進行典藏研究與教育推廣以推動學創發展，更積極建設良善的當代藝術展覽場所之能量基地，整合藝術聚落（實驗、創新、交流）與駐村工作室，向內引進國內外藝術大作，向外以藝術專業創造新趨勢，使藝術大學成為社會文化品質進化的領航員。臺藝大近5年經由推動「大臺北當代藝術雙年展」及「大臺北當代藝術雙年展系列」，進一步擴大實踐了： 城市藝術文化營造、創新實踐與藝術專業策劃、匯聚與培育人才、單位結盟與效應、以國際視野創造藝術趨勢、提升藝術產業能量等。
大臺北當代藝術雙年展，於2016年舉辦第一屆「去相合──藝術與暢活從何而來？」（dé-coincidence - D'où viennent l'art et l'existence ?）、2018年舉辦第二屆「超日常」（Daily+）。

## 歷屆展覽資訊
| 屆數 | 年份 | 主題                                                                                  | 舉辦日期                      |
| ---- | ---- | ------------------------------------------------------------------------------------- | ----------------------------- |
| 一   | 2016 | 去相合──藝術與暢活從何而來？（dé-coincidence - D'où viennent l'art et l'existence ?） | 2016年11月7日-2017年1月14日   |
| 二   | 2018 | 超日常（Daily+）                                                                      | 2018年11月21日-2019年1月20日  |
| 三   | 2020 | 真實世界（Authentic World）                                                           | 2020年10月31日-2020年12月31日 |

## 第一屆 2016年「去相合──藝術與暢活從何而來？」
由法國哲學暨漢學大師朱利安（François Jullien（页面存档备份，存于） ,1951~）擔任客座策展人，提出策展論述 （页面存档备份，存于），朱利安認為藝術的任務在於實現「去相合」（dé-coïncidence），拆解世界與事物中所期待的合宜銜接，使「間距」湧現，在間距中出現不可意料之事物與對話（Dia-logue）空間，顯露出更多的可能性。藝術家實踐「去相合」，與自我整合的世界「去相合」，除掉填滿自己而附著的井然有序（阻擋了多種可能性並且造成貧瘠），如此地拆解相合的秩序之「相合」力（coïncidence），從限制和規範裡自我解放出來，呈現出導引「對話」所需之「間距」的藝術作品，作品與作品間亦顯現間距，打開間距中自由暢遊與主動性，開拓意識的能力，並從而成為推動（promotion）與脫展（dégagement），產生藝術與暢活（existence）的更原初可能性。

### 展出名單
客座策展人：弗朗索瓦·朱利安（François Jullien）

參展藝術家：凱斯·海瑞森（Keith HARRISON, 1967-）、沃肯·克齊爾堂（Volkan KIZILTUNC, 1976-）、陳永賢（Yung-Hsien CHEN, 1965-）、宋璽德（Hsi-Te SUNG, 1964）、納塔沙·琪德（Natasha KIDD, 1973-）、王雅慧（Ya-Hui WANG, 1973-）、梅丁衍（Dean-E MEI, 1954-）、唐勇（Yong TANG, 1969-）、史金淞（Jin-Song SHI, 1969-）、許家維（Chia-Wei HSU, 1985-）、劉千瑋（Chien-Wei LIU, 1982-）、邱承宏（Chen-Hung CHIU, 1983-）、石井友人（Tomohito ISHII, 1981-）、白雙全（Sheung-Chuen PAK, 1977-）、馬克達·賈克莫瓦（Marketa JACHIMOVA, 1988-）、彼得·愛瓦斯特（Peter ALWAST, 1975-）、凌瑋隆（Wei-Lung LIN, 1985-）、蘇宇燊（Yu-Shen SU, 1979-）、周育正（Yu-Cheng CHOU, 1976-）、吉姆·巴黎（Guillaume PARIS, 1966-）、呂沐芢（Mu-Jen LU, 1971-）、焦聖偉（Sheng-Wei CHIAO, 1979 -）、顏貽成（Ye-Cheng YAN, 1955-）、大卷伸嗣（Shinji OHMAKI, 1971-）、禮安娜·加赫內（Rheana GARDNER, 1982-）、吉姆·阿瑪（Guillaume AMAT, 1980-）、雷諾·夏比希（Renaud CHABRIER, 1974-）、竹內創（Hajime TAKEUCHI, 1968-）、馬歇羅·葛雷迪（Marcello GHILARDI, 1975-）、佛羅倫斯·梅歇爾（Florence MERCIER, 1961-）。

## 第二屆 2018年「超日常」
自第一屆大臺北當代藝術雙年展，有章藝術博物館以藝術展演活動整合校地中原為眷舍的閒置空間，成為「北區藝術聚落」與「九單藝術實踐空間」。這些充滿歷史人文的建築空間與日常巷弄，也隨著藝術聚落的活絡及藝術家們的創作探索，重新甦生，喚醒埋藏著的空間印象和記憶。本屆雙年展從這蜿蜒巷弄出發，邀請小說家駱以軍，書寫出雙年展的第一件作品《翻牆者》。
《翻牆者》是一本帶有日常殘影的小說，以臺藝大「北區藝術聚落」的眷舍空間為主軸，將老空間中的「昔日生活影像」與過去「曾在此空間發生的作品」揉合成了現實與虛構交織的小說。同時，成為了參展藝術家們相互交流與創作的參照文本，揭開本屆雙年展的序幕。

「超日常」試圖打開一種介於作品、文本以及展場之間的多重對話關係，並非單純回應日常生活觀點，更是一種在生活空間、歷史與記憶之間的動態關係。透過不同形式的作品，達到「不只停留在日常的再現或轉譯，也並非源於與日常之間的斷裂，而是藝術創作主體在不同的現實切面之間，經由對日常進行拆解與重構的各種藝術實踐而重返日常。」與日常拉出距離，再回看與此的關係，找尋可參照、可轉譯之處，既是超越日常，亦是再回到日常，將日常轉化為無窮無盡的思考空間和創作實踐。

### 展出名單
總策展人陳志誠Chih-Cheng CHEN，及三位策展人：查理·卡克皮諾Charles CARCOPINO、張君懿Chun-Yi CHANG（页面存档备份，存于）、駱以軍Yi-Chin LO，建築團隊（賀昌申Kenneth HUO、王維周Rémi Wei-Chou WANG）。

參展藝術家：查理·卡克皮諾 Charles CARCOPINO （法國）、皮埃爾－勞倫特·卡西爾 Pierre-Laurent CASSIÈRE （法國）、周曼農 Man-Nung CHOU （臺灣）、克劳德·克洛斯基 Claude CLOSKY （法國）、傑夫·帝森 Jeff DESOM （盧森堡）、菲力絲·艾斯堤恩·多佛 Félicie d' ESTIENNE d' ORVES （法國）、杜立安·高登 Dorian GAUDIN （美國）、平川祐樹 Youki HIRAKAWA （日本）、賴志盛 Chih-Sheng LAI （臺灣）、艾曼紐·雷內 & 班雅明·瓦倫薩 Emmanuelle LAINÉ & Benjamin VALENZA （法國）、劉和讓 Ho-Jang LIU （臺灣）、駱以軍 Yi-Chin LO （臺灣）、伯恩德·歐普 Bernd OPPL （奧地利）、奧利維耶·帕斯格 Olivier PASQUET（法國）、朱利安·佩維厄 Julien PRÉVIEUX （法國）、史蒂芬·帝德 Stéphane THIDET （法國）、尼可拉斯·圖爾特 Nicolas TOURTE （法國）、蔡宛璇 Wan-Shuen TSAI （臺灣）、島嶼時光團隊 Island’s time group （臺灣）。

## 外部連結
- 有章藝術博物館Facebook（页面存档备份，存于）
- 有章藝術博物館Instagram
- 有章藝術博物館Youtube